# Первомайское (Дрокиевский район)
Первомайское (рум. Pervomaiscoe) — село в Дрокиевском районе Молдавии. Является административным центром коммуны Первомайское, включающей также село Сергеевка.

## География
Село расположено на высоте 178 метров над уровнем моря.

## История
Прежнее название села — Кайтановка

## Население
По данным переписи населения 2004 года, в селе Первомайское проживает 814 человека (368 мужчин, 446 женщин).
Этнический состав села:
| Национальность | Число жителей | Процентный состав |
| -------------- | ------------- | ----------------- |
| украинцы       | 604           | 74.2              |
| молдаване      | 159           | 19.53             |
| русские        | 45            | 5.53              |
| румыны         | 3             | 0.37              |
| прочие         | 3             | 0.37              |
| Всего          | 814           | 100 %             |